# VIFK Vaasa
Vasa IFK – fiński klub piłkarski z siedzibą w mieście Vaasa.

## Osiągnięcia
- Mistrz Finlandii (3): 1944, 1946, 1953

## Historia
Klub założony został w 1900 roku. W 1935 roku klub debiutował w najwyższej lidze mistrzostw, a w 1963 po raz ostatni zagrał w niej, po czym spadł do drugiej ligi.